# Commissione sul crimine australiano
La Commissione sul crimine australiano (in inglese: Australian Crime Commission) è un'agenzia investigativa criminale nazionale del governo australiano nata sotto la legge del 2002 Australian Crime Commission Act  diventando effettiva il primo gennaio 2003 con lo scopo di combattere la criminalità organizzata, la corruzione, il terrorismo, il traffico di droga e il riciclaggio di denaro.
Nacque dopo l'unione della ex National Crime Authority (NCA) e dell'Australian Bureau of Criminal Intelligence (ABCI) e dell'Office of Strategic Crime Assessment (OSCA).